# Моральное равенство
Моральное равенство (англ. moral equivalence) — приём в политических дебатах. Сводится к утверждению невозможности доказательства морального превосходства одной из сторон в отношении действий, тактики и т.п. Впервые был упомянут в работе Уильяма Джеймса The Moral Equivalent of War (1906). Применяется для оправдания собственных неблаговидных действий за счёт указания на предположительно такие же действия противной стороны. Этот термин имел некоторое хождение в дискуссиях касательно Холодной войны, а также арабо-израильского конфликта, происходящих и ныне.

## Исторические примеры

### Холодная война
Многие люди убеждены в том, что Соединённые Штаты по своей природе априори доброжелательны, что распространение их силы, влияния и гегемонии является продолжением доброжелательности и принесёт свободу тем людям, которые подвергаются этому влиянию. Поэтому оппоненты США рассматривались в качестве неких злодеев, так как мешали продвигать эти самые ценности. СССР и их союзники, с другой стороны, практиковали тоталитаризм как идеологию. Тем самым, территория, находящаяся под американским влиянием, будет свободна от посягательств «тоталитарной власти» и даже поможет ослабить её. Следовательно, любые применяемые США методы и средства априори оправданы и желательны, поскольку призваны ослабить или вовсе обнулить влияние Советского Союза в этих регионах.
Такой подход распространялся даже на те страны, которые, хоть и не находились под прямым влиянием СССР, однако так или иначе сочувствовали ему, либо идеологии. Исходя из этого, устранение социалистического правительства Чили времён Сальвадора Альенде помогало ослабить косвенное влияние Советского Союза в этой стране. С обратной стороны имелось обеление и оправдание действий военного правительства под управлением Аугусто Пиночета, так как оно служило ослаблению влияния компартии, а впоследствии и полной зачистке от её членов.
Существовал ряд мнений, критикующий такой курс США и сводящийся в общей своей массе к тому, что конечной целью распространения господства в регионах имело место только экономическую выгоду. А стало быть, если дело в одной только экономике, то сами действия как таковые, могут рассматриваться только как прямая агрессия (например конфликты в Корее, Венгрии, карибский кризис, Вьетнам, Афганистан, Никарагуа и т. д.). Напротив, те, кто оправдывал вмешательство США в период холодной войны, всегда ставили их в качестве мотивации необходимости сдерживания тоталитаризма и, таким образом, наполняли более высокий моральный императив.
Популяризатором и активным распространителем этого термина была Джин Киркпатрик, посол США в ООН времен администрации президента Рейгана. В статье «Миф морального равенства» (1986) Киркпатрик резко критиковала тех, кто отрицал морально-этические отличия в политике СССР и демократических стран. В частности, Киркпатрик критиковала левых, утверждавших, что поддержка «контрас» в Никарагуа со стороны США ничем не лучше с этической точки зрения, чем доктрина Брежнева.
На самом деле, очень немногие критики политики Соединенных Штатов в эпоху холодной войны утверждали, что между обеими сторонами было моральное равенство. Например, коммунисты утверждали, что Советский Союз морально превосходил своих противников. Сама Киркпатрик была одним из самых откровенных голосов, призывавших США поддержать авторитарные военные режимы в Центральной Америке, которые отвечали за серьезные нарушения прав человека. Например, когда четверо монахинь из США были изнасилованы и убиты правительственными солдатами в Сальвадоре, Киркпатрик преуменьшила тяжесть преступления, отметив, что «монахини были не просто монахинями, они были политическими активистами». По словам конгрессмена Роберта Торричелли, должностные лица администрации Рейгана, включая Киркпатрик, преднамеренно умалчивали информацию о злоупотреблениях со стороны правительства в Сальвадоре: «Хотя администрация Рейгана призывала к соблюдению прав человека в Сальвадоре, они знали ужасную правду о том, что среди сальвадорских военных террор и пытки имели массовое распространение».
Термин «моральное равенство» также проявился в дискуссиях о расширении НАТО, свержении стран-изгоев, вторжении в Ирак и войне с террором. Концепции моральной иерархии были применены, в частности, к проблемам внешней политики, таким как исламские фундаменталисты, антиизраильские державы, Россия, Китай, наркоторговля и сербские националисты.

### Вмешательство в выборы
В докторской диссертации профессора Дова Левина (Dov Levin), преподающего в Университете Карнеги-Меллона (Пенсильвания), которая основывается на рассекреченных документах ЦРУ, утверждается, что с 1946 по 2000 год США и СССР суммарно вмешивались в выборы в 117 случаях. Из них СССР прибегал к такой практике 36 раз, а США — 81. С 1990 по 2000 год в 18 из 21 случаев вмешивающейся стороной были США.

В 1996 году Соединённые Штаты вмешивались в выборы Президента России. В ходу история того времени о задержанных членах предвыборного штаба Бориса Ельцина с полумиллионом долларов в картонной коробке. Ранее, в преддверии выборов, Международный валютный фонд при поддержке правительства США выдал России кредит в размере $10,1 млрд. В издании «The New York Times» в то время отметили, что эти деньги могут «пригодиться предвыборной кампании Ельцина».
Помимо непосредственного участия американских политтехнологов во внутренних политических процессах на территории России, США для денежных вливаний в предпочтительного кандидата использовали и своё влияние на международной арене. После выборов, работавшие на Ельцина американские консультанты, с бахвальством рассказывали американским СМИ о своей роли в его победе.
В других случаях США финансировали настоящие военные перевороты. В качестве примера можно привести совместную операцию ЦРУ и британских спецслужб под кодовым названием «Аякс», в результате которой в 1953 году был свергнут демократически избранный премьер-министр Ирана Мохаммед Мосаддык, который, помимо прочего, хотел национализировать нефтегазовый сектор страны. ЦРУ признает причастность к перевороту лишь в 2013 году.
С распространением влияния сети Интернет в мировых масштабах, практика применения вмешательства в выборы стала обширнее. Использование Интернет для распространения собственных версий событий впервые массово отмечены во время войны в Ираке. Американские военные, граждане Ирака, а также члены «Аль-Каиды», каждый из них создавали собственную интернет-платформу, на которой излагали своё видение событий. Заявленные Министерством обороны США операции в киберпространстве получило название «Operation Earnest Voice». В 2010 году на правительственном сайте США, где размещаются госконтракты, появился заказ на создание системы для ведения кампаний в сети. Другими словами — для распространения американской пропаганды. Контракт предполагал разработку специального ПО и фейковых профилей. Фейки (или, как их называют, sockpuppets) следовало оформлять соответствующим образом, чтобы сделать их максимально похожими на реальных людей. Упоминается и настройка прокси-серверов и VPN для обхода сервисов, определяющих местоположение пользователей. Эта инициатива продвигалась в рамках вышеупомянутой операции, которая до сих пор в действии.

Отношение к вмешательству в политическую систему суверенных государств резко изменилось после того, как Президентом США стал Дональд Трамп. Известные журналисты, такие как Роберт Пэрри, расследования которого в 1985 году пролили свет на причастность ЦРУ к контрабанде кокаина из Никарагуа, говорят, что американские новости о России превратились в стопроцентную пропаганду. Учитывая, что федеральные СМИ США представляют собой не что иное, как рупор Демократической партии, этому не приходится удивляться. Как и двойным стандартам: в The New York Times появилась публикация, где объясняется, что за вмешательствами США стоят благородные цели, в отличие от вмешательства со стороны России.
История с этим не согласна, но это не мешает изданию продвигать идею о том, что только у США есть право на вторжение во внутренние политические процессы независимых стран. Именно поэтому в начале текущего года американским правительством был объявлен конкурс на грант в размере $700 тыс. для создания «объективных медиа» в Венгрии, где в апреле состоятся парламентские выборы.

## Сноски
1. ↑  William James. (1910). "The Moral Equivalent of War" Архивная копия от 22 января 2015 на Wayback Machine; retrieved 2013-1-13.
2. ↑  Jeane Kirkpatrick. The Myth of Moral Equivalence Архивная копия от 22 января 2015 на Wayback Machine, Imprimis
3. ↑  Bringing El Salvador Nun Killers to Justice. Дата обращения: 2 марта 2018. Архивировано 13 января 2018 года.
4. ↑  How U.S. Actions Helped Hide Salvador Human Rights Abuses - The New York Times. Дата обращения: 2 марта 2018. Архивировано 29 января 2018 года.
5. ↑  Carnegie Mellon University. Dov Levin - Institute for Politics and Strategy - Carnegie Mellon University (англ.). www.cmu.edu. Дата обращения: 27 марта 2018. Архивировано из оригинала 16 марта 2018 года.
6. ↑  10.2 Billion Loan To Russia Approved. The New York Times (англ.). 27 марта 1996. Архивировано 7 февраля 2022. Дата обращения: 27 марта 2018.
7. ↑  RANDOLPH, ELEANOR (9 июля 1996). Americans Claim Role in Yeltsin Win. Los Angeles Times (англ.). Архивировано 30 марта 2018. Дата обращения: 27 марта 2018.
8. ↑  CNN, By Dan Merica and Jason Hanna,. In declassified document, CIA acknowledges role in 1953 Iran coup - CNNPolitics. CNN. Архивировано 28 марта 2018. Дата обращения: 27 марта 2018. {{cite news}}: |last= имеет универсальное имя (справка)Википедия:Обслуживание CS1 (лишняя пунктуация) (ссылка) Википедия:Обслуживание CS1 (множественные имена: authors list) (ссылка)
9. ↑  Persona Management Software. - Federal Business Opportunities: Opportunities (22 февраля 2011). Дата обращения: 27 марта 2018. Архивировано 22 февраля 2011 года.
10. ↑  An Apology and Explanation. Consortiumnews (англ.). 31 декабря 2017. Архивировано 28 марта 2018. Дата обращения: 27 марта 2018.
11. ↑  Bureau of Democracy, Human Rights and Labor (DRL) Notice of Funding Opportunity (NOFO): Supporting Objective Media in Hungary. U.S. Department of State (англ.). Архивировано 16 марта 2018. Дата обращения: 27 марта 2018.
12. ↑  Shane, Scott (17 февраля 2018). Opinion | Russia Isn't the Only One Meddling in Elections. We Do It, Too. The New York Times (англ.). Архивировано 19 февраля 2018. Дата обращения: 27 марта 2018.

## Внешние ссылки
- «The Fallacy of Moral Equivalence» — обсуждение на примере арабо-израильского конфликта.
- "Моральный эквивалент войны" – Институт философии РАН